# Sokolce
Sokolce és un poble i municipi d'Eslovàquia que es troba a la regió de Nitra, al sud-oest del país. La primera menció escrita de la vila es remunta al 1332.

## Demografia
| Godina             | 1994 | 2004   | 2014   | 2024   |
| ------------------ | ---- | ------ | ------ | ------ |
| Nombre de persones | 1261 | 1279   | 1215   | 1194   |
| Diferència         |      | +1,42% | −5,00% | −1,72% |

| Godina             | 2023 | 2024   |
| ------------------ | ---- | ------ |
| Nombre de persones | 1197 | 1194   |
| Diferència         |      | −0,25% |